# Прогресс мировых рекордов на дистанции 200 метров комплексным плаванием среди юниоров в 50-метровом бассейне
Прогресс мировых рекордов на дистанции 200 метров комплексным плаванием среди юниоров в 50-метровом бассейне — эта статья включает в себя прогрессию мирового рекорда и показывает хронологическую историю мировых рекордов в плавании на дистанции 200 м комплексное плавание среди юниоров в 50-метровом бассейне.
В индивидуальном комплексном плавании пловец проходит дистанцию четырьмя стилями в следующем порядке: баттерфляй, на спине, брасс и вольный стиль. Каждый отрезок должен составлять ¼ от общей дистанции.
В плавании вольным стилем пловец должен находиться на груди во время всей дистанции, кроме выполнения поворота. Спортсмен должен вернуться в положение на груди до первого гребка или удара ногами.
На каждом этапе спортсмен должен финишировать в соответствии с правилами данного стиля.
Прогресс мировых рекордов на дистанции 200 метров комплексным плаванием среди юниоров в 50-метровом бассейне
| Номер | Время    |  | Имя        | Национальность | Дата            | Соревнование     | Место             | Прим. |
| ----- | -------- |  | ---------- | -------------- | --------------- | ---------------- | ----------------- | ----- |
| 1 -   | 1: 57.06 |  | Цинь Хайян | Китай          | 26 июля 2017 г. | Чемпионат мира   | Будапешт, Венгрия | [ 4 ] |
| 2     | 1: 56.99 |  | Хуберт Кос | Венгрия        | 19 мая 2021 г.  | Чемпионат Европы | Будапешт, Венгрия | [ 5 ] |

Примечания: # — рекорд ожидает ратификации в FINA; мр — действующий рекорд мира среди взрослых; ер — действующий рекорд Европы среди взрослых; нр — действующий национальный рекорд среди взрослых.
Рекорды в стадиях: к — квалификация; пф — полуфинал; э — 1-й этап эстафеты; эк −1-й этап эстафеты квалификация; б — финал Б; † — в ходе более длинного заплыва; зв — заплыв на время.